# Comté de Yadkin
Pour les articles homonymes, voir Yadkin.
Le comté de Yadkin est un comté situé dans l'État de Caroline du Nord aux États-Unis.

## Démographie
| 1860   | 1870   | 1880   | 1890   | 1900   | 1910   |
| ------ | ------ | ------ | ------ | ------ | ------ |
| 10 714 | 10 697 | 12 420 | 13 790 | 14 083 | 15 428 |

| 1920   | 1930   | 1940   | 1950   | 1960   | 1970   |
| ------ | ------ | ------ | ------ | ------ | ------ |
| 16 391 | 18 010 | 20 657 | 22 133 | 22 804 | 24 599 |

| 1980   | 1990   | 2000   | 2010   | - | - |
| ------ | ------ | ------ | ------ | - | - |
| 28 439 | 30 488 | 36 348 | 38 406 | - | - |